# Bernard (Iowa)
Bernard és una població dels Estats Units a l'estat d'Iowa. Segons el cens del 2000 tenia 97 habitants.

## Demografia
Segons el cens del 2000, Bernard tenia 97 habitants, 46 habitatges, i 25 famílies. La densitat de població era de 416,1 habitants per km².
Dels 46 habitatges en un 23,9% hi vivien nens de menys de 18 anys, en un 47,8% hi vivien parelles casades, en un 6,5% dones solteres, i en un 43,5% no eren unitats familiars. En el 37% dels habitatges hi vivien persones soles el 19,6% de les quals corresponia a persones de 65 anys o més que vivien soles. El nombre mitjà de persones vivint en cada habitatge era de 2,11 i el nombre mitjà de persones que vivien en cada família era de 2,85.
Per edats la població es repartia de la següent manera: un 19,6% tenia menys de 18 anys, un 7,2% entre 18 i 24, un 32% entre 25 i 44, un 19,6% de 45 a 60 i un 21,6% 65 anys o més.
L'edat mediana era de 40 anys. Per cada 100 dones de 18 o més anys hi havia 116,7 homes.
La renda mediana per habitatge era de 30.000 $ i la renda mediana per família de 41.875 $. Els homes tenien una renda mediana de 23.125 $ mentre que les dones 19.167 $. La renda per capita de la població era de 32.671 $. Entorn del 7,4% de les famílies i el 6,1% de la població estaven per davall del llindar de pobresa.

## Poblacions més properes
El següent diagrama mostra les poblacions més properes.